# Fürstenhecke
Deutschland wurde als die Fürstenhecke Europas bezeichnet, wobei Hecke in diesem Fall von hecken im Sinne von hervorbringen gemeint ist, weil es nach dem Westfälischen Frieden hier viele souveräne Landesherren gab, mit denen für die regierenden Herrscherhäuser standesgemäße Ehen möglich waren. So findet sich in den Ahnentafeln der meisten europäischen  Herrscher des 19. Jahrhunderts irgendein deutscher Vorfahr.
Ein Beispiel für den Aufstieg aus einem deutschen Kleinstaat an die Spitze des absolutistisch regierten Russland stellt  Katharina II. von Russland dar, deren Vater als preußischer General diente und die als Sophie Auguste Friederike von Anhalt-Zerbst-Dornburg geboren wurde.